# Tiếng Murrinh-patha
Murrinh-patha (nghĩa đen là "ngôn ngữ-tốt") là một ngôn ngữ thổ dân Úc được hơn 1.500 người nói, đa số sống tại Wadeye (Lãnh thổ Bắc Úc), nơi nó là ngôn ngữ chính của cộng đồng. Đây là ngôn ngữ của người Murrinh-Patha, cũng như một số bộ tộc mà ngôn ngữ đã tuyệt chủng hoặc gần tuyệt chủng, như Mati Ke và Marri-Djabin.

## Tên
Murrinh-patha cũng có thể được viết là Murrinh Patha, Murrinh-Patha, Murinbada, Murinbata. Garama là tên mà người Jaminjung gọi ngôn ngữ này. Murrinh-patha nghĩa đen là "ngôn ngữ-tốt."

## Phương ngữ
Có ba phương ngữ tương tự lẫn nhau, được gọi là Murrinhdiminin, Murrinhkura, và Murrinhpatha.

## Tình trạng
Vì có vai trò lingua franca trong khu vực, tiếng Murrinh-patha là một trong số ít ngôn ngữ thổ dân Úc mà số người nói đang tăng lên và dần được sử dụng rộng rãi hơn trong thế kỷ qua. Khác nhiều ngôn ngữ bản địa khác (đặc biệt tại đông Úc), trẻ em vẫn học ngôn ngữ này, một từ điển và sách ngữ pháp tiếng Murrinh-patha đã được phát hành, và một số phân đoạn Kinh Thánh đã được dịch ra tiếng Murrinh-patha trong thời gian 1982-1990. Những điều này giúp tiếng Murrinh-patha trở thành một trong số các ngôn ngữ bản xứ không bị đe dọa. Thêm vào đó, tiếng Murrinh-patha được dạy trong trường học và tất cả người dân địa phương được khuyến khích học nó do sự hữu dụng và phổ biến của nó trong khu vực.

## Phân loại
Tiếng Murrinh-patha từng được xem là một ngôn ngữ tách biệt, dựa trên khối từ vựng khác biệt của nó. Tuy nhiên, sự biến tố động từ lại tương quan chặt chẽ với một ngôn ngữ khác, tiếng Ngan'gityemerri (Ngan'gi). Hai ngôn ngữ này hiện được xếp chung với nhau để tạo nên hệ ngôn ngữ Nam Daly. Trừ hình thái động từ hạn định và một ít từ cùng gốc như 'bạn' (số ít) (nhinhi và nyinyi) và 'đây, cái này' (kanhi và kinyi), chúng có rất ít điểm chung về từ vựng, dù cấu trúc ngữ pháp vẫn tương tự nhau.
Cũng như vậy, dù khác biệt từ vựng, tiếng Murrinh-patha và tiếng Mati Ke có cấu trúc cú pháp tương đồng.

## Ngữ pháp và từ vựng

### Typology
Tiếng Murrinh-patha có cấu trúc động từ phức tạp, và thường được xem là ngôn ngữ hỗn nhập. Sự sắp xếp hình vị trong động từ được cấu trúc rõ ràng, nhưng thứ tự từ ngữ trong câu tương đối tự do.

### Đại từ
Trong tiếng Murrinh-patha, có 31 đại từ được phân loại vào bốn nhóm. Bốn nhóm này là: số ít, số kép, số nhỏ (từ 3 tới 15 cá nhân) và số nhiều (hơn 15).

### Động từ
Động từ được chia theo 38 kiểu khác nhau. Mỗi động từ đều có hình thái phức tạp; gốc động từ được thêm vào tiền tố và phụ tố để xác định chủ ngữ, tân ngữ, thì và trạng.

### Số đếm
Số đến trong tiếng Murrinh-patha dừng ở số năm.

## Ví dụ
- kardu = "người"
- nanthi thay = "cây"
- ngarra da ngurran = "Tôi đang về nhà"
- thangkunuma mi kanhi-yu? = "thức ăn bao nhiêu tiền?"
- ku were dirranngingarlbarl = "con chó đang sủa vào tôi"[15]
- nhinhi, nanku-nitha, nankungitha, nanku, nankuneme, nankungime, nanki = "bạn"[12]
- ku yagurr = "thằn lằn"[12]

## Chữ viết
Tiếng Murrinh-patha sử dụng bảng chữ cái Latinh.